# S104 (Den Haag)
De S104 is een stadsroute in Den Haag die loopt over de Loosduinseweg/Loosduinsekade, een gedeelte van de Oude Haagweg, de Houtwijklaan en een gedeelte van de Escamplaan.
De weg verbindt de S100/Centrumring, vanaf het punt waar deze van de Noord West Buitensingel afslaat naar de Lijnbaan, met de N211/Ring Den Haag, ter hoogte van de Escamplaan. Dit weg beeindigt met een kruispunt.
| Kruispunt Lozerlaan / Escamplaan | Kruispunt Lozerlaan / Escamplaan | Kruispunt Lozerlaan / Escamplaan       | Kruispunt Lozerlaan / Escamplaan | Kruispunt Lozerlaan / Escamplaan |
| -------------------------------- | -------------------------------- | -------------------------------------- | -------------------------------- | -------------------------------- |
|                                  |                                  | richting Centrumring (S100) Escamplaan |                                  |                                  |
|                                  |                                  |                                        |                                  |                                  |
| richting Kijkduin Lozerlaan      | richting Rotterdam Lozerlaan     |                                        |                                  |                                  |
|                                  |                                  |                                        |                                  |                                  |
|                                  |                                  | richting Westland Nieuweweg            |                                  |                                  |

 Den Haag ·   ·  ·  · · ·  ·  ·  ·  ·  ·  

 Haagsche tunnels: Koningstunnel · Hubertustunnel · Victory Boogie Woogietunnel